# Финал Кубка Англии по футболу 1876
Финал Кубка Англии по футболу 1876 (англ. 1876 FA Cup Final) — футбольный матч между командами «Уондерерс» и «Олд Итонианс», который прошёл 11 марта 1876 года на стадионе «Кеннингтон Овал» в Лондоне. Это был пятый финал старейшего в мире футбольного клубного турнира, называемого Кубком вызова Футбольной ассоциации (англ. the Football Association Challenge Cup), более известного как Кубок Англии. Перед этим «Уондерерс» дважды выигрывал этот турнир (в 1872 и 1873 годах). «Олд Итонианс» играл во втором подряд финале Кубка Англии, проиграв перед этим в финале 1875 года. Обе команды пропустили лишь по одному голу в четырёх предыдущих раундах. В полуфинале «Уондерерс» победил «Свифтс», а «Итонианс» обыграл клуб-обладатель титула 1874 года «Оксфорд Юниверсити».
Матч закончился вничью со счётом 1:1. Это был второй случай в истории, когда финал Кубка Англии по футболу завершался ничьей. Джон Эдвардс, игрок «Уондерерс», открыл счёт, но вскоре «Олд Итонианс» сравнял счёт усилиями (как заявляют современные источники) Александера Бонсора. Неделю спустя на этом же стадионе произошла переигровка. Некоторые игроки «Олд Итонианс, игравшие в первом матче, не смогли сыграть во втором, из-за чего между ними возникла несыгранность, благодаря которой «Уондерерс» выиграл со счётом 3:0. Чарльз Вулластон и Томас Хьюз с разницей в три минуты забили незадолго до перерыва, а Хьюз стал автором третьего гола в начале второго тайма.

## Путь к финалу
«Олд Итонианс», команда из выпускников Итонского колледжа, дошла до финала в 1875 году, но проиграла там клубу «Ройал Энджинирс». «Уондерерс» выигрывал титулы в 1872 и 1873 году, но в следующих двух сезонах не проходил дальше четвертьфинала. Обе команды начали сезон 1875/76 домашними матчами первого круга. «Уондерерс» победил команду 1-го Суррейского полка со счётом 5:0, а «Олд Итонианс» обыграл «Пилгримс» со счётом 4:1. Во втором круге «Уондерерс» обыграл «Кристал Пэлас» со счётом 3:0, в то время как «Итонианс» выиграл у «Мейденхеда», забив сопернику восемь безответных мячей.
На стадии четвертьфинала «Уондерерс» встретился со старейшим в мире футбольным клубом, «Шеффилдом», выиграв со счётом 2:0. «Олд Итонианс» обыграл «Клэпем Роверс» со счётом 1:0. В соответствии с первоначальными правилами Кубка, оба полуфинальных матча прошли на стадионе «Кеннингтон Овал» в Лондоне. В первом полуфинале «Олд Итонианс» победил обладателя трофея 1874 года «Оксфорд Юниверсити» со счётом 1:0, а неделю спустя «Уондерерс» получил место в финале, победив «Свифтс» из Слау со счётом 2:1.

## Матч

### Обзор матча

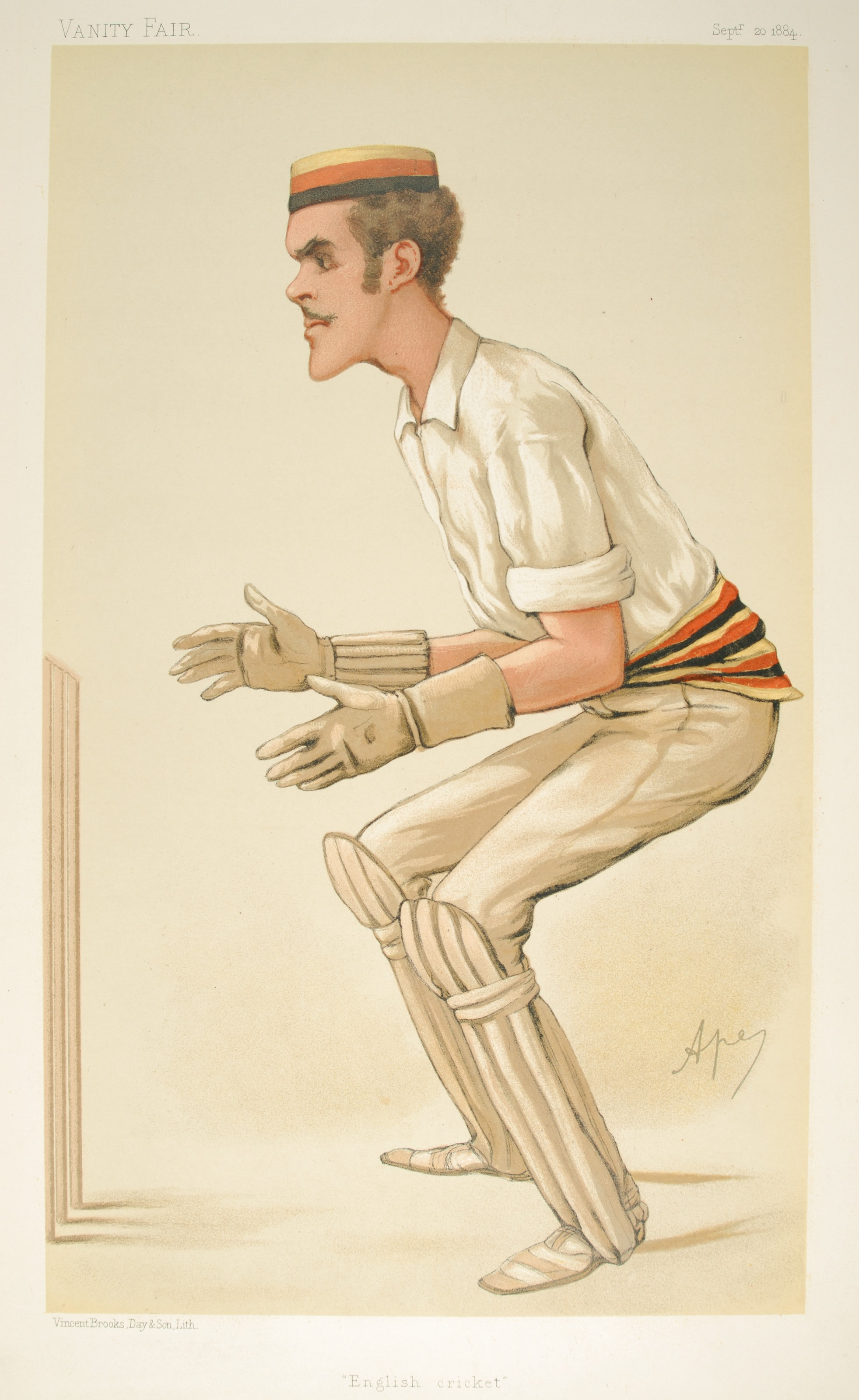
Игрок «Итонианс» Альфред Литтлтон, также игравший в крикет, изображен на карикатуре в журнале Vanity Fair 1884 года

В матче приняли участие три пары братьев. Фрэнсис и Хьюберт Херон сыграли за «Уондерерс», а за «Олд Итонианс» сыграли Эдуард и Альфред Литтлтон, а также Альберт и Чарльз Мейси-Томпсон. Это был единственный случай, когда в одном финале Кубка Англии играли две и более пары братьев. Позже в том же году Фрэнсис Берли женился на Маргарет, сестре напарника по команде Джарвиса Кенрика. В составе «Итонианс» также играл Джулиан Стерджез, который родился в США и был первым иностранным футболистом, сыгравшим в финале Кубка Англии (исключая тех, кто был рождён британскими родителями на территории Британской империи (например, Артур Киннэрд, который был капитаном «Уондерерс» в выигранном финале 1873 года). «Уондерерс» начал игру с двумя защитниками, двумя хавбеками и шестью нападающими, в то время как «Олд Итонианс» выставил на матч одного защитника, два хавбека и семь нападающих.
«Уондерерс» выиграл подбрасывание монетки и начал матч, защищая ворота со стороны Харлифорд-роуд. На игре присутствовало 3500 зрителей, что стало рекордом посещаемости финала Кубка Англии на тот момент. Матч проходил в условиях сильного ветра, из-за чего после подачи углового игроком «Уондерерс» Фредерик Мэддисон мяч был сдут ветром далеко за пределы поля. В начале игры игроки «Уондерерс» доминировали на поле, но игроки «Итонианс», играя против ветра, смогли их сдерживать до 35-й минуты, пока Чарльз Вулластон не обработал передачу Томпсона и передал мяч Джону Эдвардсу, который забил в дальний угол ворот «Итонианс» и открыл счёт в матче. Во втором тайме игроки «Олд Итонианс» играли по ветру, и качество их игры улучшилось. Примерно через пять минут после перерыва подача углового «Итонианс» привела к борьбе в штрафной, в результате чего мяч и несколько игроков оказались за линией ворот «Уондерерс», что означало взятие ворот и равный счёт в матче. Современные источники приписывают гол на счёт Александера Бонсора, но газеты того времени The Sporting Life и Bell's Life in London не упоминают этого имени, только лишь отмечая, что мяч был забит «во время борьбы». Больше ни одна команда так и не смогла забить, и игра закончилась вничью 1:1. После этого во второй раз подряд в финале Кубка Англии была назначена переигровка.

### Отчёт о матче
| Уондерерс   | 1:1     | Олд Итонианс              |
| ----------- | ------- | ------------------------- |
| Эдвардс 35′ | (отчёт) | Бонсор 50′ (оспаривается) |

| Уондерерс | Олд Итонианс |

| Уондерерс: |  |                   |
|            |  |                   |
| Вр         |  | Уильям Грейг      |
| Защ        |  | Алфред Стратфорд  |
| Защ        |  | Уильям Линдзи     |
| Хав        |  | Фредерик Мэддисон |
| Хав        |  | Фрэнсис Берли     |
| Нап        |  | Чарльз Вулластон  |
| Нап        |  | Фрэнсис Херон     |
| Нап        |  | Хьюберт Херон     |
| Нап        |  | Джон Холи Эдвардс |
| Нап        |  | Джарвис Кенрик    |
| Нап        |  | Томас Хьюз        |

| Олд Итонианс: |  |                              |
|               |  |                              |
| Вр            |  | Квинтин Хогг                 |
| Защ           |  | Джеймс Уэллдон               |
| Хав           |  | Эдуард Литтлтон              |
| Хав           |  | Альберт Мейси-Томпсон        |
| Нап           |  | Артур Киннэрд                |
| Нап           |  | Чарльз Мейси-Томпсон         |
| Нап           |  | Капитан Уильям Кеньон-Слейни |
| Нап           |  | Альфред Литтлтон             |
| Нап           |  | Джулиан Стерджез             |
| Нап           |  | Александер Бонсор            |
| Нап           |  | Герберт Аллейне              |

## Переигровка

### Обзор матча
Переигровка прошла на том же стадионе через неделю. «Уондерерс» выставил тот же состав, что и в первой игре, а «Олд Итонианс» был вынужден поменять нескольких футболистов, в том числе травмированного Мейси и трёх других игроков. Один из заменяющих игроков, Эдгар Лаббок, ещё не успел восстановиться после болезни и даже не проходил предматчевые тренировки, в то время как Киннэйрд всё ещё ощущал эффекты от травмы, полученной в первом матче.
Погода в день матча была холодной, мог пойти снег. «Олд Итонианс» начал игру очень грубо, к судье часто обращались по поводу игры рукой, что затягивало игру. После примерно получаса игры нападающие «Уондерерс» организовали атаку на ворота, которую Чарльз Вулластон завершил ударом по воротам мимо вратаря «Итонианс» Квентина Хогга. Почти сразу же произошла ещё одна массированная атака «Уондерерс», в результате которой Томас Хьюз удвоил преимущество своей команды.
Вскоре после перерыва Джон Холи Эдвардс, Фрэнсис Херон и Джарвис Кенрик организовали умелую атаку и вывели Хьюза на голевую позицию, после чего последний забил свой второй гол в матче. Несмотря на то, что вратарь «Уондерерс», Уильям Грейг несколько раз выручал свою команду, «Олд Итонианс» так и не смог забить мяч в его ворота, и матч закончился со счётом 3:0 в пользу «Уондерерс». Капитан команды-победителя Фрэнсис Берли был отмечен прессой за его выступление в Кубке, также как и братья Литтлтоны, игроки «Олд Итонианс».

### Отчёт о матче
| Уондерерс                      | 3:0     | Олд Итонианс |
| ------------------------------ | ------- | ------------ |
| - Вулластон 30′ - Хьюз 33′ 50′ | (отчёт) |              |

| Уондерерс | Олд Итонианс |

| Уондерерс: |  |                   |
|            |  |                   |
| Вр         |  | Уильям Грейг      |
| Защ        |  | Алфред Стратфорд  |
| Защ        |  | Уильям Линдзи     |
| Хав        |  | Фредерик Мэддисон |
| Хав        |  | Фрэнсис Берли     |
| Нап        |  | Чарльз Вулластон  |
| Нап        |  | Фрэнсис Херон     |
| Нап        |  | Хьюберт Херон     |
| Нап        |  | Джон Холи Эдвардс |
| Нап        |  | Джарвис Кенрик    |
| Нап        |  | Томас Хьюз        |

| Олд Итонианс: |  |                              |
|               |  |                              |
| Вр            |  | Квентин Хогг                 |
| Защ           |  | Эдгар Лаббок                 |
| Хав           |  | Эдуард Литтлтон              |
| Хав           |  | Мэттью Феррер                |
| Нап           |  | Артур Киннэрд                |
| Нап           |  | Сэр Джеймс Строндж           |
| Нап           |  | Капитан Уильям Кеньон-Слейни |
| Нап           |  | Альфред Литтлтон             |
| Нап           |  | Джулиан Стерджез             |
| Нап           |  | Александер Бонсор            |
| Нап           |  | Герберт Аллейне              |

## После матча
До 1882 года победившая команда получала победный трофей не прямо на стадионе, а позднее на торжественном ужине. Вдобавок ко вручению Кубка все игроки команды-победителя получили медали от крикетного клуба «Сарри Каунти». Неделю спустя после переигровки игрока команда «Уондерерс» была выбрана представлять Лондон в матче против команды Шеффилда. В результате команда Лондона проиграла команде Шеффилда со счётом 0:6.